# 费施韦勒
费施韦勒是德国莱茵兰-普法尔茨州的一个市镇。总面积7.41平方公里，总人口911人，其中男性451人，女性460人（2011年12月31日），人口密度123人/平方公里。